# Defensa del parc d'artilleria de Monteleón
La Defensa del parc d'artilleria de Monteleón durant l'Aixecament del 2 de maig de 1808 a Madrid és una obra de 1884 del pintor valencià Joaquím Sorolla pintada a l'oli sobre llenç. Té unes dimensions de 400 × 580 cm i actualment es conserva a la Biblioteca Museu Víctor Balaguer de Vilanova i la Geltrú.

## Història
Aquesta obra va ser pintada quan Sorolla tenia 21 anys. Inicis de la producció de Sorolla amb un quadre de temàtica històrica. L'obra es troba signada i datada en l'angle inferior esquerre; "Sorolla, València, 1884" i el mestre valencià la va crear expressament per presentar-la en l'Exposició Nacional de 1884.
Decebut per diversos fracassos amb les seves obres presentades en altres exposicions, Sorolla va decidir en aquesta ocasió fer un quadre monumental (4m × 5,80m en comptes dels 4m × 3m habituals) ajustant-se a més estrictament a la temàtica històric-dramàtica tan en voga per aquells temps. Feu ús de diversos esbossos preparatoris, juntament també amb visualitzacions d'obres prèvies del mateix tema com la de Manuel Castellano. L'obra obté un gran acolliment i d'ella es diuen coses tals com: "El sublim furor d'un poble lliure contra l'invasor que intenta esclavitzar-ho" o "...superbs de valentia i valor", encara que també rep algunes crítiques que li atribueixen una teatralitat excessiva al gest i la posi de Velarde.
En qualsevol cas, l'obra va rebre una segona medalla a l'Exposició Nacional de Belles Arts de Madrid l'any 1884, el que va ser de gran ajuda a Sorolla doncs gràcies a això va començar a adquirir prestigi i reconeixement. I és que segons un comentari que ell mateix va fer: “Aquí, per donar-se a conèixer i guanyar medalles, cal fer morts.” 

## Descripció i característiques
El quadre representa la defensa del Parc d'artilleria de Monteleón durant l'Aixecament del 2 de maig a Madrid. La defensa va estar comandada pels oficials Luis Daoíz i Pedro Velarde i són els personatges que dominen el centre de la composició.
En un sòl replet de cadàvers, recolzat en la roda d'un canó i mortalment ferit per un tret es troba Velarde mentre que Daoíz, dempeus i sabre en mà, intenta organitzar la resistència.
A l'esquena, embolicats en la boira i el fum de la batalla, homes i dones de tota classe i condició surten per la porta del parc de Monteleón per enfrontar-se al francesos. En total, són més de 30 personatges els que componen l'escena que està representada amb un gran realisme i un profund dramatisme.
Sorolla empra una pinzellada ràpida i empastada per plasmar amb genial mestratge l'ambient fosc i tenebrós d'una batalla, malgrat desenvolupar-se a l'aire lliure i a plena llum del dia. Sens dubte, en aquesta obra dels seus primers anys, ja es comença a albirar la genialitat del mestre valencià.